# Calappa tortugae
Calappa tortugae är en kräftdjursart som beskrevs av M. J. Rathbun 1933. Calappa tortugae ingår i släktet Calappa och familjen Calappidae. Inga underarter finns listade i Catalogue of Life.